# Exeter Airport
Exeter Airport är en flygplats i Storbritannien.   Den ligger i grevskapet Devon och riksdelen England, i den södra delen av landet, 250 km väster om huvudstaden London. Exeter Airport ligger 31 meter över havet.
Terrängen runt Exeter Airport är platt. Runt Exeter Airport är det ganska tätbefolkat, med 160 invånare per kvadratkilometer. Närmaste större samhälle är Exeter, 8,1 km väster om Exeter Airport. Trakten runt Exeter Airport består i huvudsak av gräsmarker.